# Lijst van rijksmonumenten in Spijkenisse
De plaats Spijkenisse telt 5 inschrijvingen in het rijksmonumentenregister. Hieronder een overzicht.
| Object                                                        | Oorspronkelijke functie?  | Bouwjaar                                                         | Architect | Locatie               | Coördinaten?                  | Nr.?  | Afbeelding        |
| ------------------------------------------------------------- | ------------------------- | ---------------------------------------------------------------- | --------- | --------------------- | ----------------------------- | ----- | ----------------- |
| Hoeve "Bouwlust-Zeldenrust"                                   | Boerderij                 | 1611                                                             |           | Aaldijk 1, Hekelingen | 51° 49' 13" NB, 4° 21' 35" OL | 21378 | Meer afbeeldingen |
| Dorpskerk: Nederlands Hervormde Kerk. Laat-gotische dorpskerk | Kerk en kerkonderdeel     | 13e eeuw: toren, vanaf midden 15e eeuw: kerkruimte; gereed: 1521 |           | Kerkring 2            | 51° 51' 2" NB, 4° 19' 31" OL  | 34140 | Meer afbeeldingen |
| Nooitgedacht                                                  | Industrie- en poldermolen | 1844                                                             |           | Noordeinde 97/99      | 51° 51' 10" NB, 4° 19' 49" OL | 34141 | Meer afbeeldingen |
| Boerderij "Ruyterstee"                                        | Boerderij                 | 1620                                                             |           | Korte Schenkeldijk 4  | 51° 50' 32" NB, 4° 21' 31" OL | 34142 | Meer afbeeldingen |
| Terrein met sporen van bewoning                               | Archeologisch monument    | Laat Neolithicum (Vlaardingen-Kultuur)                           |           | Jagerskreek           | 51° 49' 32" NB, 4° 19' 39" OL | 45987 | Meer afbeeldingen |